# 尼歐 (歌手)
谢弗·沙美尔·史密斯（英語：Shaffer Chimere Smith，1979年10月18日—），以其艺名尼欧（Ne-Yo）知名，是美国流行音乐和节奏蓝调创作歌手、唱片制作人、演员，也客串过说唱歌手。尼欧同时还为其他艺人创作了众多排行榜位列前茅的歌曲。尼欧以曲作者的身份进入了音乐制作行业，为歌手马里奥执笔创作了红极一时的“Let Me Love You”。该单曲在美国的成功发行促使Def Jam唱片公司的高层同尼欧进行了非正式会面，并签下了一份唱片合同。
出道以来，尼欧共有5首单曲进入了告示牌百强单曲榜十强，并有两张专辑登顶告示牌二百强专辑榜。2006年，尼欧发布首张专辑《In My Own Words》，其中包括美国排行榜头名歌曲“So Sick”。2007年，他接着发布了第二张专辑《Because of You》，其中的“Because of You”一曲在美国位列三甲。2008年，尼欧发布了第三张专辑《Year of the Gentleman》，该专辑收录的“Closer”、“Mad”和“Miss Independent”都进入了前十。他的第四张录音棚专辑《Libra Scale》，发布于2010年11月22日，虽然广受业界好评，但商业表现欠佳。第五张专辑《R.E.D.》于2012年9月18日发布。2009年，《公告牌》杂志2000年代艺人评选中将其列为第57名。

## 早年
尼欧生于美国阿肯色州卡登（Camden），出生名为谢弗·沙美尔·史密斯。其父为尼日利亚人，其母为非裔和亚裔混血儿；两人都是音乐人。
尼欧父母离异后，他的母亲独自抚养他长大。为了获得更好的机遇，尼欧的母亲将家搬到了内华达州拉斯维加斯。在拉斯维加斯学院时，尼欧开始使用“GoGo”作为艺名，并加入了一个叫做“Envy”的节奏布鲁斯组合。该组合于2000年解散，尼欧继续为其他艺人写歌。

## 音乐生涯

### 1999–2005年：生涯开端

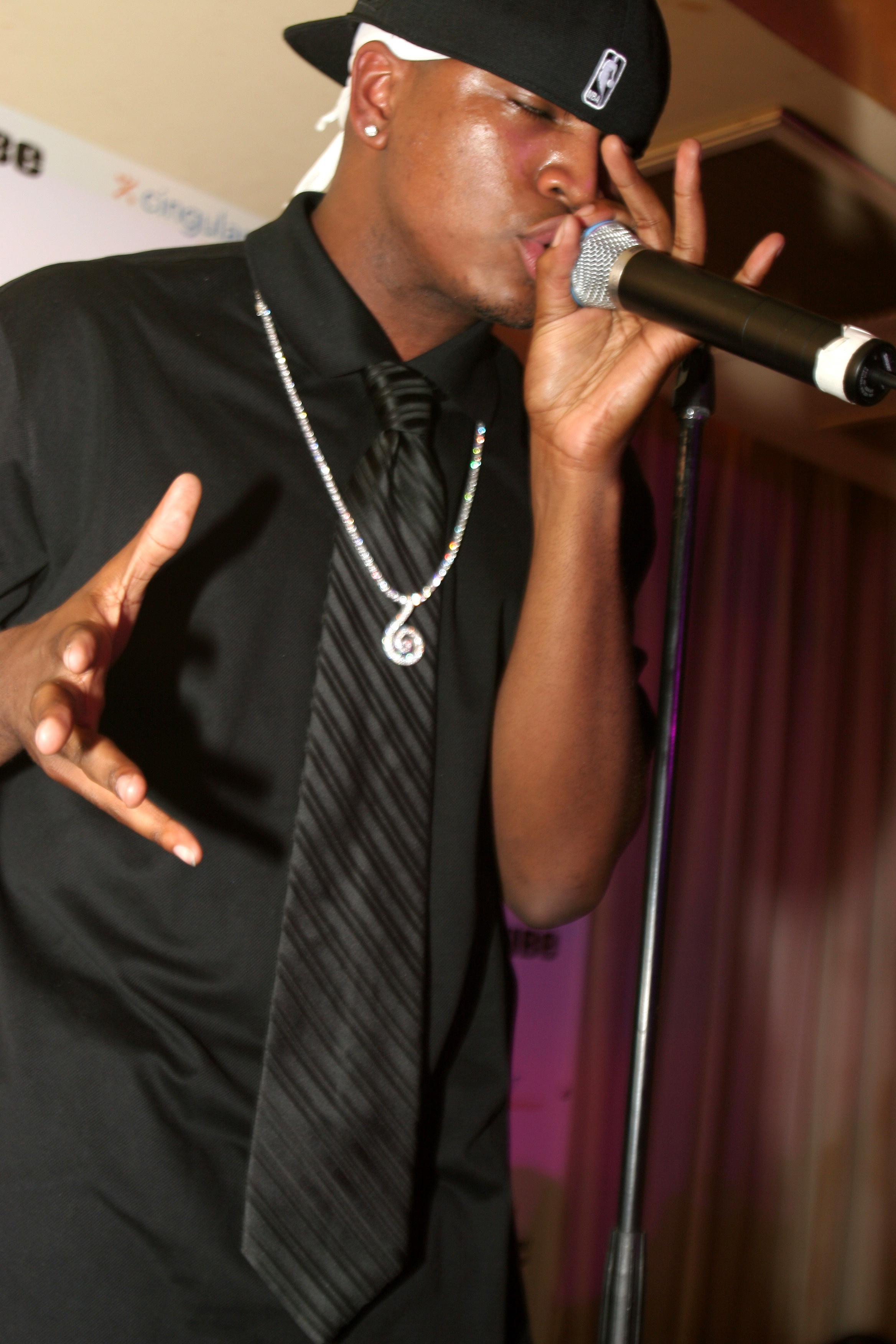
2005年7月，Ne-Yo表演现场

尼欧初涉乐坛时，是拉斯维加斯四人组合Envy的成员之一。2000年组合解散后，尼欧和哥伦比亚唱片公司签约，但是在录制完第一张专辑、尚未来得及将其发布之前，便遭该厂牌解雇。歌手马可士·休斯顿偶然之中听到了尼欧的一首歌曲“That Girl”，这首歌曲本应该是尼欧夭折专辑中的首支单曲。休斯顿翻唱了该曲，并将其作为单曲收录在2003年的专辑《MH》中。该曲的发布，使得尼欧被广泛认为是顶级的曲作者。
在其后的两年中，尼欧继续谱写歌曲，其中一部分并没有正式发布。他曾为蒂德拉·摩西2004年专辑《Complex Simplicity》、克里斯蒂娜·米蓮的专辑《It's About Time》，以及美国男子乐队Youngstown写过歌曲，但这些都未能给尼欧带来太多主流关注。尼欧还曾为歌手玛丽·布莱姬、B2K、费丝·伊凡斯（Faith Evans）以及穆希克写过歌。
尼欧一鸣惊人，是在他为歌手马里奥（Mario）谱写的“Let Me Love You”登上公告牌百强单曲榜头名，并在榜首的位置上保持了9周之久。在这次成功之后，Def Jam唱片公司前艺人与作品部代表蒂娜·戴维斯（Tina Davis）为他安排了一次同厂牌经理L·A·瑞德（L.A. Reid）的非正式会面。最初，尼欧并没有想寻求一份新合同，但是在他表演之后，时任Def Jam首席执行官的嘻哈艺人Jay-Z决定和他签约。
“尼欧”这个艺名出自曾合作过的制作人D·伊万斯（Big D Evans），主要是因为伊万斯认为尼欧与音乐的关系正如尼歐和矩阵的关系一样。正是这个玩笑，使得伊万斯开始称呼他尼欧，最终大家都开始这样称呼。

### 2006–2007年：《In My Own Words》和《Because of You》
2006年初，尼欧在Def Jam唱片公司发布了首张专辑《In My Own Words》。受到第二支单曲“So Sick”的大获成功驱动，该专辑发布之初便登上公告牌二百强专辑榜头名，首周销量超过301000份拷贝。也正式在该周，单曲“So Sick”成为公告牌百强单曲榜冠军单曲。后来发布的单曲“When You're Mad”和“Sexy Love”，最高分别登上榜单的第15名和第7名。该专辑被美国唱片工业协会授予白金销量（100万）认证。
他的第二张专辑《Because of You》发布于2007年5月1日，并在发布伊始便登顶公告牌二百强专辑榜，并在全美售出251000份拷贝。这是尼欧的第二张冠军专辑。来自这张白金销量专辑的同名主打单曲在榜单上夺得亚军的成绩。尽管《Because of You》大获成功，但是其后发布的单曲表现平平，都未能跻身前20。2007年12月，尼欧曾和咕咕玩偶合作，为当时正在竞选总统的参议员奥巴马举办募款演奏会。 

### 2008–2009年：《Year of the Gentleman》以及《Greatest Hits》
尼欧的第三张专辑《Year of the Gentleman》于2008年8月5日全球发售。在和英国《Blues & Soul》杂志的节奏蓝调专栏作家对话时，他解释了专辑名背后的涵义：“对我而言，《Year of the Gentleman》（绅士之年）即是一张面具、一种伪装、一种吸引力。我对音乐界做了一次评定。而以我个人之见，时下绅士的本质已经丧失。千人一面，所有人都在做相同的事情，每个人有或多或少的粗鲁，只关注自我。然而一位绅士应该是冷静、谦逊、友善而迷人的……因此这个专辑名本质上是象征我希望做一个楷模，向这些人展示这个行当中应该如何做一名绅士。”
该专辑首周在全美售出250000份拷贝，登上公告牌二百强专辑榜第2位。对该专辑的评价基本上是正面的：其中，《滚石》杂志的卡林·甘兹（Caryn Ganz）撰文表示，《Caryn Ganz》“实际上是一个极佳的概念专辑，让我们了解他（尼欧）可以成为一个多么棒的男朋友”。
专辑中的前两支单曲“Closer”和“Miss Independent”最高登上百强单曲榜第7名。专辑得到了2009年格莱美奖最佳流行节奏布鲁斯专辑奖和年度专辑奖的提名，“Closer”和“Miss Independent”均获得最佳流行男声表演（Best Male Pop Vocal Performance）奖项的提名，《Miss Independent》另外还获得了最佳节奏布鲁斯歌曲的提名。《Year of the Gentleman》被美国唱片业协会授予白金销量认证。第三支单曲“Mad”，在单曲榜上最高排名第11。
2009年9月2日，尼欧在日本发布了精选辑《Ne-Yo: The Collection》。该专辑还包含一个精简的CD版和一个包含全部单曲MV的DVD版。该精选辑在日本Oricon的周专辑排行榜上位列第4名，首周销售出55625份拷贝。

### 2010年：《Libra Scale》
尼欧将于2010年9月发布第四张专辑《Libra Scale》。第一支单曲“Beautiful Monster”于2010年5月25日面世，6月8日开始提供数字下载，并在英国单曲榜上跃居榜首。第二和第三支单曲分别为“Champagne Life”和“One in a Million”。谈到《Libra Scale》，尼欧表示：“这张专辑主要是构建于一个短小的故事线上，主要讲述三个在钱、权、名誉和爱情之间抉择角色。这也是我为什么给它取名天秤座（Libra Scale）的原因。你知道，这张专辑的全部概念就是构建在那个拷问你良心的问题——即，如果你用天枰来衡量，你会选择这两个中的哪一个？”
该专辑发布首周在公告牌二百强专辑榜上位列第9，首周销量为112,000份，在英國專輯排行榜上首周成绩为第11位，在节奏布鲁斯榜单上则拔得头筹。

### 2011年至今：《The Cracks in Mr. Perfect》
2011年春，尼欧同说唱歌手嘻哈斗牛梗合作了单曲“Give Me Everything”，并成功登顶公告牌百强单曲榜，这是尼欧在2006年的“So Sick”之后第二支美国冠军单曲。尼欧还在一次访谈中表示，自己愿意同克里斯·布朗、小韦恩、德雷克在新专辑中合作。
在即将发行的专辑之前，尼欧正在制作一张混音带。该混音带名为《1O1》，将由喜剧演员凯文·哈特主持。2011年10月13日，尼欧披露自己的第五张专辑名为《The Cracks in Mr. Perfect》，预计将于2012年初发行。2011年10月27日，尼欧发布了同崔颂和T-Pain合作的首支单曲“The Way You Move”。
尼欧已宣布将第五张专辑重命名为《The R.E.D. Album》，而这与说唱歌手Game于2010年发布的专辑重名，据报道该专辑的发布日期为2012年9月18日2011年10月，尼欧发布了一首名为“The Way You Move”的宣传单曲，合作者为崔·颂和T-Pain。尼欧离开了Def Jam唱片，加盟摩城唱片。该专辑的第一首单曲为“Lazy Love”。

## 其他商业活动

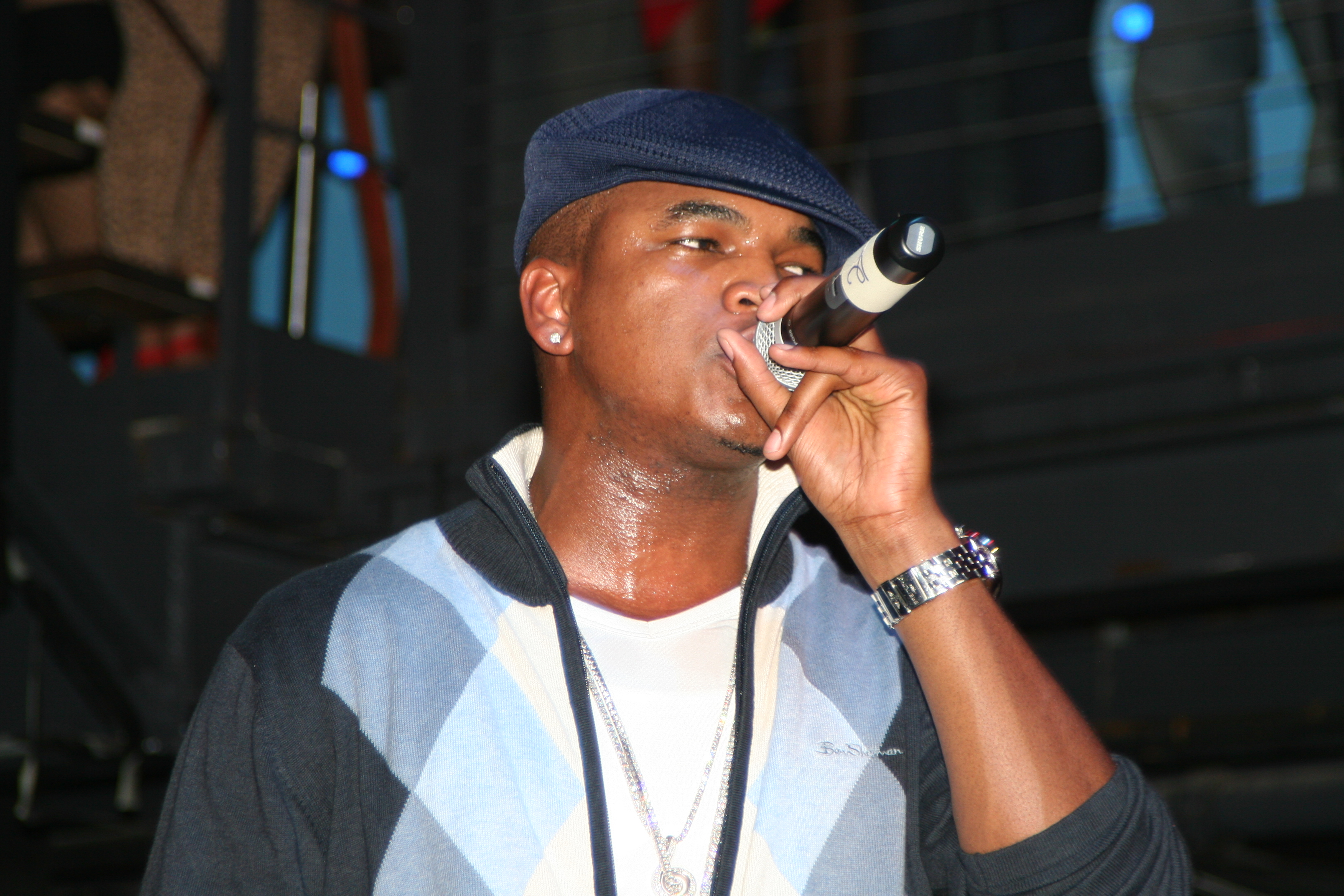
2007年，尼欧宣传专辑《Because of You》

### 写歌和制作
尼欧经常同Stargate的托尔·埃里克·赫曼森（Tor Erik Hermansen）和米克尔·S·埃瑞克森（Mikkel S. Eriksen）合作创作歌曲。尼欧同他们在位于纽约的索尼音乐制作室碰面，得知该团队制作节奏蓝调专辑后，他决定同他们合作。这对创作组合的早期去作平包括专辑《In My Own Words》中的“So Sick”一曲。
除了为自己的专辑创作外，尼欧还曾同其他多名艺人合作。他的作品包括：蕾哈娜的前十单曲“Unfaithful”，以及2008年的冠军单曲“Take a Bow”，马利欧·范斯盖兹的“Gallery”，寶拉·狄安妲的“Walk Away (Remember Me)”，以及碧昂丝的公告牌百强单曲榜连续10周头名单曲“Irreplaceable”。他为利昂娜·刘易斯的出道专辑《Spirit》谱写了“I'm You”一曲，而且目前正为她的下一张专辑写歌，另外他还在帮助筹划英国选秀节目《X元素》的冠军亚历山德拉·伯克筹备其首张专辑。此外，经甜心宝贝组合成员凯莎·布坎南证实，尼欧正在为她们的第七张专辑创作一首名为“No More You”的歌曲。
尼欧还曾为惠特妮·休斯顿、席琳·迪翁、安娜塔西亚、席亚拉、柯賓·布魯和安立奎·伊格萊西亞斯写过歌。他还和琳賽·蘿涵合作，已经完成了“Bossy”一曲，作为新专辑《Spirit in the Dark》中的单曲先行发售。尼欧还证实，制作人will.i.am曾和他接洽，为迈克尔·杰克逊的新专辑写歌。可是在杰克逊死的时候，尼欧同他的合作仍然只是停留在创作阶段。2009年，他为日本流行组合w-inds.写了“Truth (Saigo no Shinjitsu)”一曲。
尼欧曾尝试在佐治亚州亚特兰大经营自己的录音棚Carrington House。他还于2007年创立了自己的制作公司——Compound娱乐公司，他雇佣了多名制作人和作曲家，以期打造一个知名厂牌。该公司目前运营良好，宝拉·坎贝尔、Sixx John和香奈儿（Shanell）等艺人均与之签约。

### 影视出演
尼欧参演过两个电影。他首次触影的经历是2006年的电影《舞出一片天2》，之后又参演了2007年的电影《街舞少年》。他参与了两部影片的音轨制作工作。他还预定出演《Venice Beach》，并担任该片的执行制作及制作音轨。

## 个人生活
2005年，尼欧当时的女友生下一子，并取尼欧的中间名“沙美尔”为名。尽管尼欧认为自己就是孩子的父亲，但后来他却发现并非如此。目前，他和孩子的母亲正进行着诉讼。
尼欧曾于2008年2月19日，在驾车经过佐治亚州科布縣时，因“危险驾驶”被捕。当时他驾驶自己2006年款路虎揽胜，速度超过100英里每小時，并且身上没有有效的駕駛執照。有报道称当时他的时速为105英里，超速达到50英里/小时。《亚特兰大宪章报》报道称，尼欧于2008年6月2日被判处24小时社区服务。
2010年6月，尼欧向《Ebony》杂志透露，他和女友莫耶塔·肖恩（Monyetta Shaw）的女儿将于2011年初降生。但是，当同年8月英国《太阳报》求证此事时，尼欧表示：“我有个朋友。不是女朋友。她怀了我的孩子，但她知道我不会专情于她。而她不在乎有别的女人。”2010年11月12日，肖恩在佐治亚州亚特兰大早产下一女婴，起名马德琳·格蕾丝·史密斯（Madilyn Grace Smith）。在宣布自己的第一个孩子诞生时，尼欧表示：“我在之前曾经坠入爱河，但这一次与众不同……就仿佛我的初恋一般。”

## 音乐专辑
- 《In My Own Words》 (2006)
- 《Because of You》 (2007)
- 《Year of the Gentleman》 (2008)
- 《Libra Scale》 (2010)
- 《R.E.D》 (2012)
- 《The Brith Of Ne-Yo》 (2013)
- 《Non-Fiction》 (2015)
- 《Good Man》 (2018)
- 《Another Kind of Christmas》 (2019)

## 影视出演
| 年份 | 片名                | 角色                       | 注释                         |
| ---- | ------------------- | -------------------------- | ---------------------------- |
| 2006 | 舞出一片天2         | Mixx                       |                              |
| 2007 | 街舞少年            | Rich Brown                 | [ 51 ]                       |
| 2011 | 犯罪现场调查：纽约  | The Handsome Man           | 第7集第14集：Smooth Criminal |
| 2011 | The Fresh Beat Band | 本人                       | 特别集：Band in a Jam        |
| 2011 | 世界異戰            | Cpl. Kevin "Specks" Harris | [ 54 ]                       |
| 2012 | 红色机尾            | Andrew 'Smoky' Salem       | [ 55 ]                       |
| 2012 | 善行                | Jacob                      |                              |
| 2015 | 風飛鯊3             | Deveroux 探員              |                              |